# Cyrtlatherium
Cyrtlatherium is een dubieus geslacht van uitgestorven docodontide zoogdieren uit de rotsen van het Midden-Jura in Oxfordshire, Engeland. Aangezien het alleen bekend is van een paar losse kiezen, holotype FM/K 11, is er onenigheid over de vraag of Cyrtlatherium een apart geslacht is of dat het een synoniem is en dat de kiezen de melktanden zijn van een ander geslacht van docodonten.
Cyrtlatherium is vernoemd naar een paar enkele kiestanden gevonden in de Kirtlington-zoogdierbedden in Engeland, waarvan oorspronkelijk werd gedacht dat ze tot een kuehneotheriide behoorden, maar later opnieuw werden geclassificeerd als behorend tot een docodont. Cyrtla is de oude Angel-Saksische naam waar Kirtlington ('stad van Cyrtla') is afgeleid. De soortaanduiding eert Derek J. Cane. Bij de herclassificatie voerde Sigogneau-Russell aan dat het de melktand was van een eerder genoemde docodont genaamd Simpsonodon. Dit wordt nu algemeen aanvaard door de meeste zoogdierpaleontologen.